# Филька
Фи́лька (Хви́лка, Хи́лка) — река на западе Москвы, правый приток реки Москвы, почти на всём своём протяжении заключённая в подземный коллектор. Общая длина — около 10 км, площадь водосборного бассейна — 13 — 15 км².

## Описание
Истоком реки является небольшое болотце у МКАД в районе бывшей деревни Черепково. Далее течёт на восток, пересекая Серебряноборский лес, входит на территорию Центральной клинической больницы УДП РФ и ниже этого места и до самого устья заключена в подземный коллектор.
До 1980-х годов естественное русло реки начиналось от коллектора под улицей Академика Павлова, проходило по незастроенному участку (пустырю) с природным рельефом между Партизанской и Оршанской улицами, затем круто поворачивало влево к станции метро «Молодёжная», снова уходило в коллектор на пересечении с Оршанской улицей в районе кинотеатра «Брест» (ул. Ярцевская, д. 21), тянулось чуть южнее Ельнинской улицы, а потом почти до станции метро «Фили» в точности совпадало с Филёвской линией метрополитена, проложенной по нему. Впадает в Москву-реку вблизи Западного речного порта. На берегах Фильки находились сёла Кунцево и Фили (Покровское), деревни Мазилово и Новые Фили.
Долина Фильки рассекает Татаровскую возвышенность на Поклонную гору (по правому берегу) и Крылатские холмы с высотами Фили-Кунцевского лесопарка (по левому берегу). От Фильки сохранились пруд с небольшим островом и мостиком на территории Центральной клинической больницы вблизи улицы Маршала Тимошенко и Мазиловский пруд у станции метро «Пионерская».

## Притоки
Так как водосборный бассейн Фильки крайне вытянутый, лентовидный, крупных притоков нет. Поэтому Филька хотя и является одной из сравнительно длинных речек Москвы, не имеет значительных притоков и никогда не отличалась многоводностью (воспринималась как ручей).

## Происхождение названия
Гидроним по форме должен быть производным от названия населённого пункта Фили (нынешняя местность Фили была известна как село с XVI века), но в литературе утверждается, что первично название реки (случаи такой «обратной деривации» в топонимии известны).
Относительно происхождения названия Фильки существуют разные мнения:
- Словарь Даля дает следующее толкование русского слова хвиля, бывшего в употреблении как в тверской, так и во владимирской губернии: хвиль ж. хвилюга'' твер. пск. влад. непогода, хиль, хилая погода, мокредь, дрябня, хижа, лепень, мокрый снег; вьюга, метель;
- В украинском языке хвиля  означает волна.
- Есть предположения, что первоначальной была форма названий реки и села Хвили в значении «хилое, нездоровое место»[1][2];
- Г. П. Смолицкая (1997) обращает внимание на большое количество вариантов этого названия, что может служить аргументом в пользу его иноязычности[1][2];
- В. Н. Топоров (1972) дает балтийскую этимологию, сопоставляя гидроним Хвилка (как основную форму названия) с лит. Svile и т. п.[1][2]

Название Фильки отражено в наименованиях нескольких Филёвских улиц (Большая, Малая, 2-я, 3-я Филёвские), набережной и бульвара, а также Филёвского парка, Филёвской линии метро, станций метро «Фили» и «Филёвский парк» и района «Филёвский Парк».